# هوکا (برند)
هوکا (انگلیسی: Hoka) شرکت تجهیزات ورزشی آمریکایی است، که در سال ۲۰۰۹ توسط نیکلاس مرمود و ژان لوک دیارد تأسیس شد و هم‌اکنون زیرمجموعه‌ای از شرکت دکرس اوتدور می‌باشد.
هوکا یک شرکت پوشاک ورزشی است که کفش‌های مخصوص دویدن را طراحی و به بازار عرضه می‌کند. این شرکت در سال ۲۰۰۹ در انسی، فرانسه تأسیس شد و قبل از اینکه در سال ۲۰۱۳ توسط شرکت دکرس برندس خریداری شود، در ریچموند، کالیفرنیا مستقر بود. هوکا اولین بار با تولید کفش‌هایی با کفی‌های میانی بزرگ، که کفش‌های «ماکسیمالیستی» نامیده می‌شدند، در صنعت دویدن توجه‌ها را به خود جلب کرد، که طراحی آنها برخلاف روند کفش‌های مینیمالیستی بود که در آن زمان محبوبیت پیدا کرده بود.